# رولا حيدر
رولا حيدر إعلامية سورية.

## حياتها
رولا حيدر من مدينة السلَمِيّة لأب مهندس مدني ومن أم جزائرية. درست الابتدائية في الرقة وبعدها الإعدادية والثانوية في دولة الإمارات قبل العودة إلى سوريا للدراسة الجامعية في كلية الاقتصاد في دمشق. كما أنها عاشت في حلب وفي منطقة الوعر في حمص.

## عملها
حصلت أيضاً على بكالوريوس إعلام من جامعة دمشق و تعمل كإعلامية منذ عام 2004. تعمل حالياً في قناة العربي في لندن، عملت مسبقاً في المجال الإذاعي مثل إذاعة القدس في دمشق وإذاعة الفجيرة في الإمارات العربية المتحدة.
وبعدها انتقلت إلى المجال التلفازي حيث دخلت مجال السياسة والأخبار منذ عام 2010 في تلفزيون أورينت نيوز لمدة سبع سنوات.